# فیپکسید
فیپکسید (انگلیسی: Fipexide) نوعی دارو از گروه شیمیایی پیپرازین‌هاست که قبلاً برای درمان دمانس استفاده میشد، اما به دلیل عوارض جانبی شدید از بازار حمع‌آوری شد.